# Parafia Najświętszej Maryi Panny Królowej Polski w Koninie
Parafia Najświętszej Maryi Panny Królowej Polski w Koninie – rzymskokatolicka parafia w Koninie, należąca do diecezji włocławskiej i dekanatu konińskiego II. Powołana w 1988. Obsługiwana przez księży diecezjalnych. Mieści się przy ulicy Przemysłowej.
Parafia do 2017, oraz ponownie od 2022 jest  siedzibą dekanatu konińskiego II, w latach 2017-2022 dziekan rezydował w parafii w Kramsku.  

## Duszpasterze
- proboszcz: ks. prał. dr Zbigniew Cabański (od 2017)
- wikariusz: ks. Damian Pluskota (od 2024)
- wikariusz: ks. Przemysław Kłosowski (od 2024)
- rezydent/kapelan: ks. Przemysław Duczmański (od 2023)

## Kościoły
- kościół parafialny: Kościół NMP Królowej Polski w Koninie